# LATAM Airlines Chile
LATAM Airlines Chile, voorheen Lan Chile en LAN Airlines, is een Chileense luchtvaartmaatschappij. De maatschappij heeft haar hub op de luchthaven van Santiago en vliegt op bestemmingen in alle Amerika’s, Oceanië en Spanje.
LAN Airlines werd samen met TAM Linhas Aéreas samengevoegd tot de LATAM Airlines Group. Sindsdien opereren beide maatschappijen onder de naam LATAM, maar zijn allebei zelfstandig. De LATAM Airlines Group is het grootste luchtvaartbedrijf van Latijns-Amerika. De maatschappij was van 2000 tot 2020 lid van Oneworld.

## Geschiedenis

### Beginjaren
De luchtvaartmaatschappij werd opgericht door de Chileense commodare Arturo Merino Benítez van de Chileense luchtmacht. Naar hem is ook het vliegveld van Santiago vernoemd. Op 5 maart 1929 begon LATAM Chile als Línea Aeropostal Santiago-Arica. In 1932 volgde een rebranding en werd de naam Línea Aérea Nacional de Chile met als acroniem LAN Chile. Op 23 augustus 1945 werd LAN Chile lid van de net opgerichte International Air Transport Association.

### Privatisering en internationalisering
In september 1989 privatiseerde de Chileense regering de maatschappij door de staatsaandelen te verkopen aan Icarosan en de Scandinavische luchtvaartmaatschappij Scandinavian Airlines. Vanaf 1994 waren de grootste aandeelhouders leden van de familie Cueto en zakenman Sebastián Piñera. Hij werd in 2010 President van Chili en verkocht zijn aandelen. In 1998 ging LAN een joint venture aan met Lufthansa met de naam LLTT (Lufthansa-LAN Technical S.A.). Hiermee konden mensen getraind worden voor vliegtuigonderhoud. LLTT was de enige in Latijns-Amerika die A320 Onderhoudssimulator (CMOS)-trainingen kon aanbieden.
In 2000 opende LAN Cargo een belangrijke basis op de luchthaven van Miami en heeft daar nu één van haar belangrijkste vrachtbases. Vervolgens werd in 2004 een nieuw merk en kleurenschema geïntroduceerd. LAN Chile werd op 17 juni 2004 LAN Airlines en haar dochtermaatschappijen LAN Perú, LAN Ecuador, LAN Dominicana en LAN Express werden verenigd onder de naam LAN. Uitzondering kwam in 2005 toen LAN Airlines in Argentinië LAN Argentina oprichtte. Deze maatschappij voerde binnenlandse en internationale vluchten uit vanuit Buenos Aires. Op 28 oktober 2010 werden er aandelen genomen in AIRES om het later op te kopen. Op 3 december 2011 werd maatschappij hernoemd naar LAN Colombia, het huidige LATAM Airlines Colombia.

### LATAM Airlines Group
Op 22 juni 2012 besloten LAN en TAM Linhas Aéreas (TAM) om samen verder te gaan onder de naam LATAM Airlines Group. Hiervoor werden op 13 augustus 2010 al de eerste stappen gezet. In 2016 werd een rebranding doorgevoerd voor alle onderdelen en werd de naam van LAN Airlines LATAM Airlines Chile. Op 1 mei 2020 verliet de LATAM Airlines Group en daarmee dus ook LATAM Airlines Chile Oneworld, nadat Delta Air Lines een miljardeninvestering had gedaan.

## Vloot

### Huidige vloot

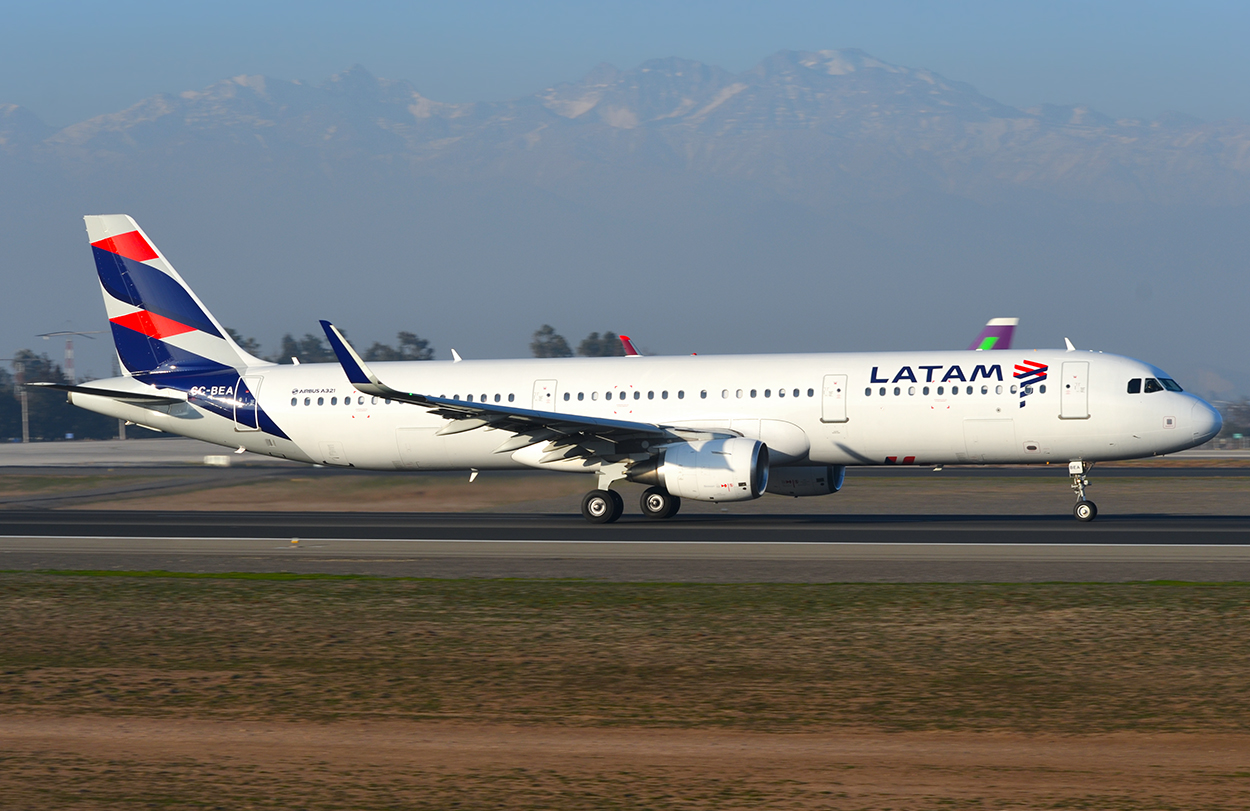
Een Airbus A321-200 van LATAM Chile

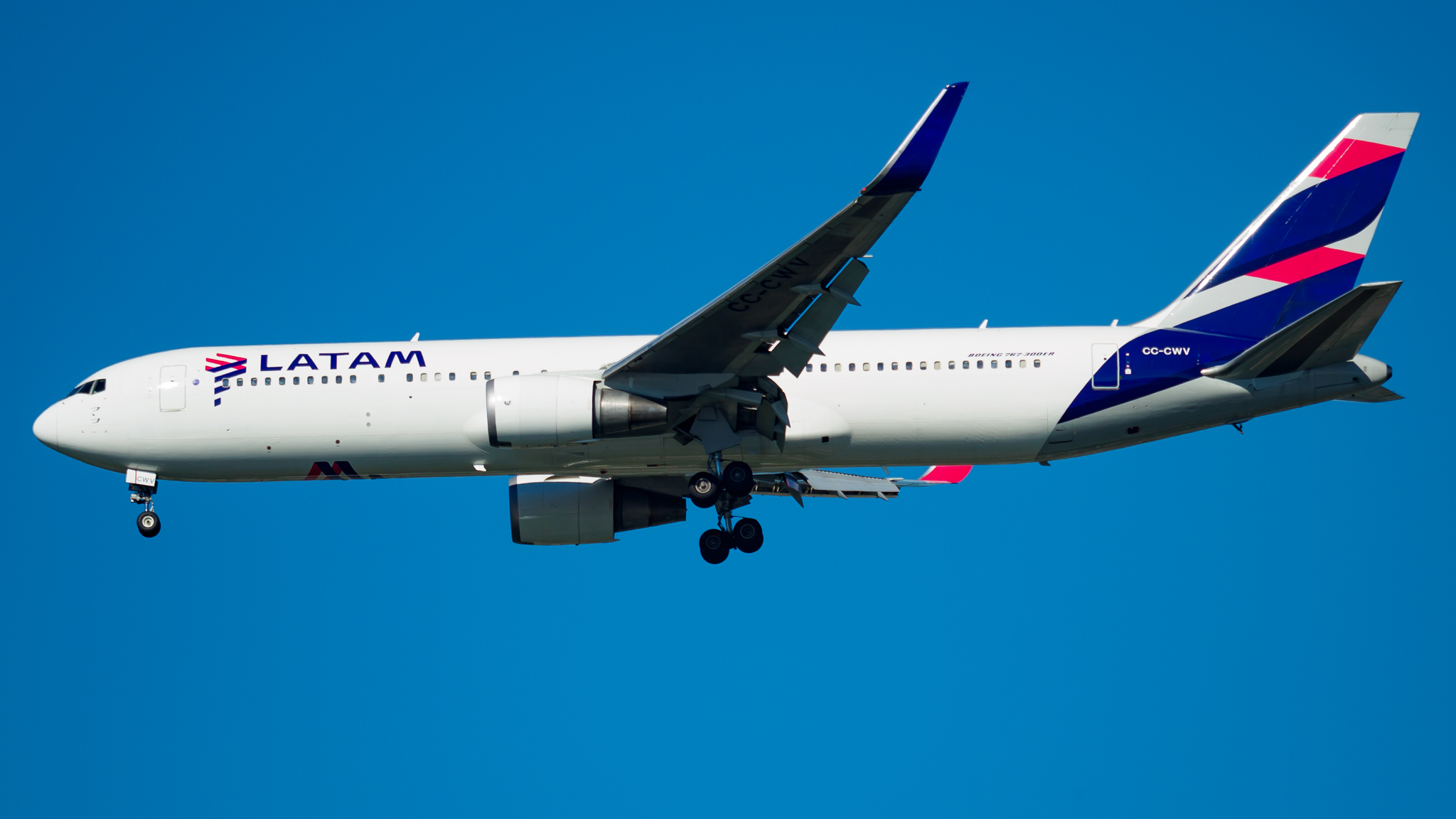
Een Boeing 767-300ER van LATAM Chile

De vloot van LATAM Airlines Chile bestaat uit de volgende toestellen (september 2024):
| Type             | In dienst | Orders | Opmerkingen |
| ---------------- | --------- | ------ | ----------- |
| Airbus A319-100  | 15        | —      |             |
| Airbus A320-200  | 78        | —      |             |
| Airbus A320neo   | 7         | —      |             |
| Airbus A321-200  | 18        | —      |             |
| Boeing 767-300ER | 9         | —      |             |
| Boeing 787-8     | 10        | —      |             |
| Boeing 787-9     | 26        | 13     |             |
| Totaal           | 163       | 13     |             |

Enkele narrow-body-toestellen opereren voor zustermaatschappijen als LATAM Paraguay, LATAM Perú en LATAM Colombia.

### Voormalige vloot
De vloot van LATAM Airlines Chile bestond ook uit de volgende toestellen:
| Type                                 | Aantal | In dienst | Uitgefaseerd | Opmerkingen             |
| ------------------------------------ | ------ | --------- | ------------ | ----------------------- |
| Airbus A318-100                      | 15     | 2007      | 2013         | Naar Avianca Brasil     |
| Airbus A330-200                      | 2      | 2019      | 2019         | Wet lease van Wamos Air |
| Airbus A340-300                      | 5      | 2000      | 2015         |                         |
| BAe 146-200                          | 3      | 1990      | 1997         |                         |
| Boeing 707-320                       | 11     | 1967      | 1994         |                         |
| Boeing 727-100                       | 5      | 1968      | 1979         |                         |
| Boeing 737-200                       | 33     | 1980      | 2008         |                         |
| Boeing 747-100                       | 1      | 1989      | 1990         | EI-BED                  |
| Boeing 747-400                       | 1      | 2018      | 2018         | EC-MDS                  |
| Boeing 757-200                       | 1      | 1996      | 1997         | CC-CYH                  |
| Boeing 767-200ER                     | 6      | 1986      | 1997         |                         |
| Boeing 777-200ER                     | 2      | 2018      | 2019         | CC-BKA & CC-BKB         |
| Convair 340                          | 4      | 1961      | 1965         |                         |
| Curtiss T-32 Condor II               | 3      | 1935      | 1942         |                         |
| De Havilland Canada DHC-6 Twin Otter | 6      | 1974      | 1974         |                         |
| De Havilland DH.60 Moth              | 2      | 1929      | Onbekend     |                         |
| De Havilland DH.104 Dove             | 12     | 1949      | 1955         |                         |
| Douglas C-47 Skytrain                | 18     | 1946      | 1979         |                         |
| Douglas DC-6B                        | 10     | 1955      | 1973         |                         |
| Fairchild FC-2                       | 7      | 1932      | 1939         |                         |
| Ford 5-AT-DS Trimotor                | 3      | 1930      | 1938         |                         |
| Hawker Siddeley HS 748               | 9      | 1967      | 1978         |                         |
| Junkers Ju 52                        | 1      | 1938      | 1938         |                         |
| Junkers Ju 86                        | 4      | 1938      | 1940         |                         |
| Lockheed Model 10A Electra           | 6      | 1941      | 1955         |                         |
| Lockheed Model 18 Lodestar           | 2      | 1943      | 1944         |                         |
| Martin 2-0-2                         | 4      | 1947      | 1958         |                         |
| McDonnell Douglas DC-10-30           | 5      | 1980      | 1986         |                         |
| Potez 56                             | 11     | 1936      | 1943         |                         |
| Sud Aviation Caravelle               | 3      | 1964      | 1975         |                         |
| Sikorsky S-43                        | 2      | 1936      | Onbekend     |                         |

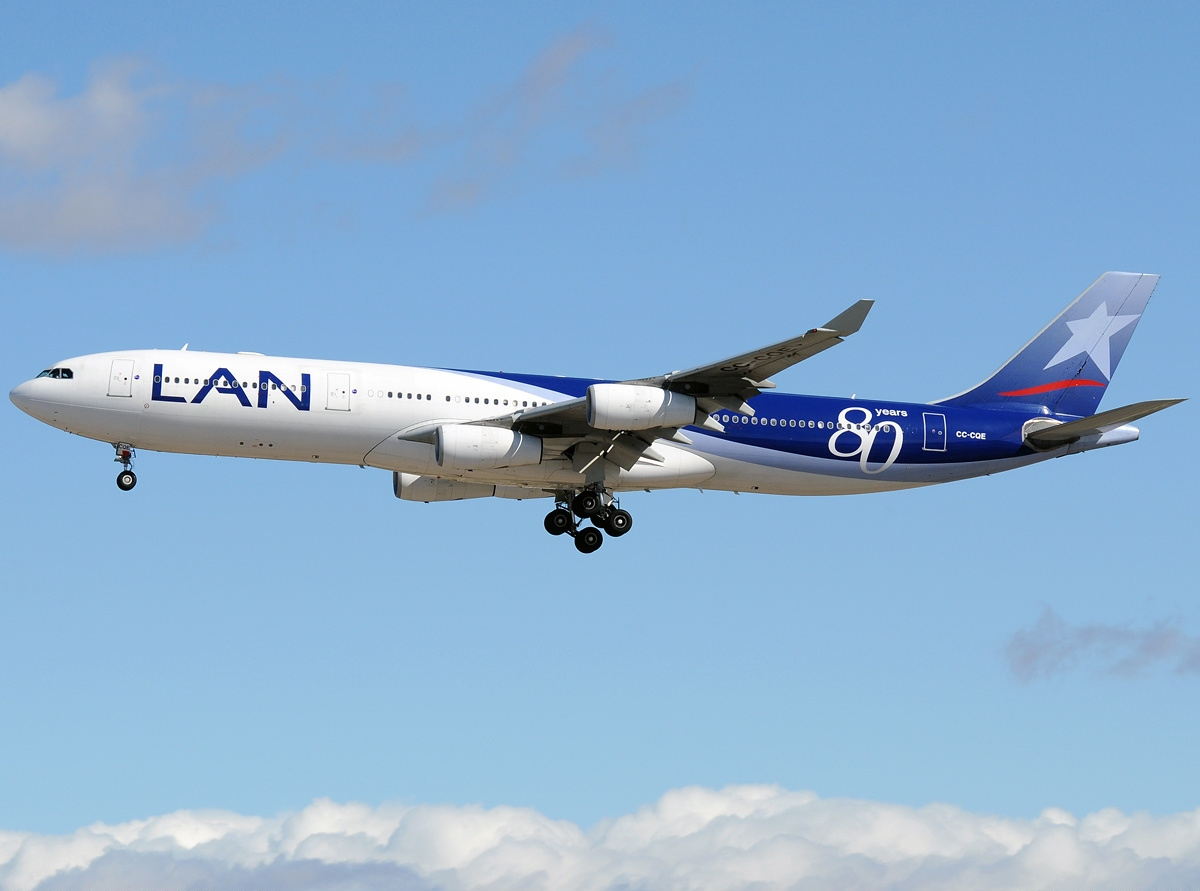
Airbus A340-300
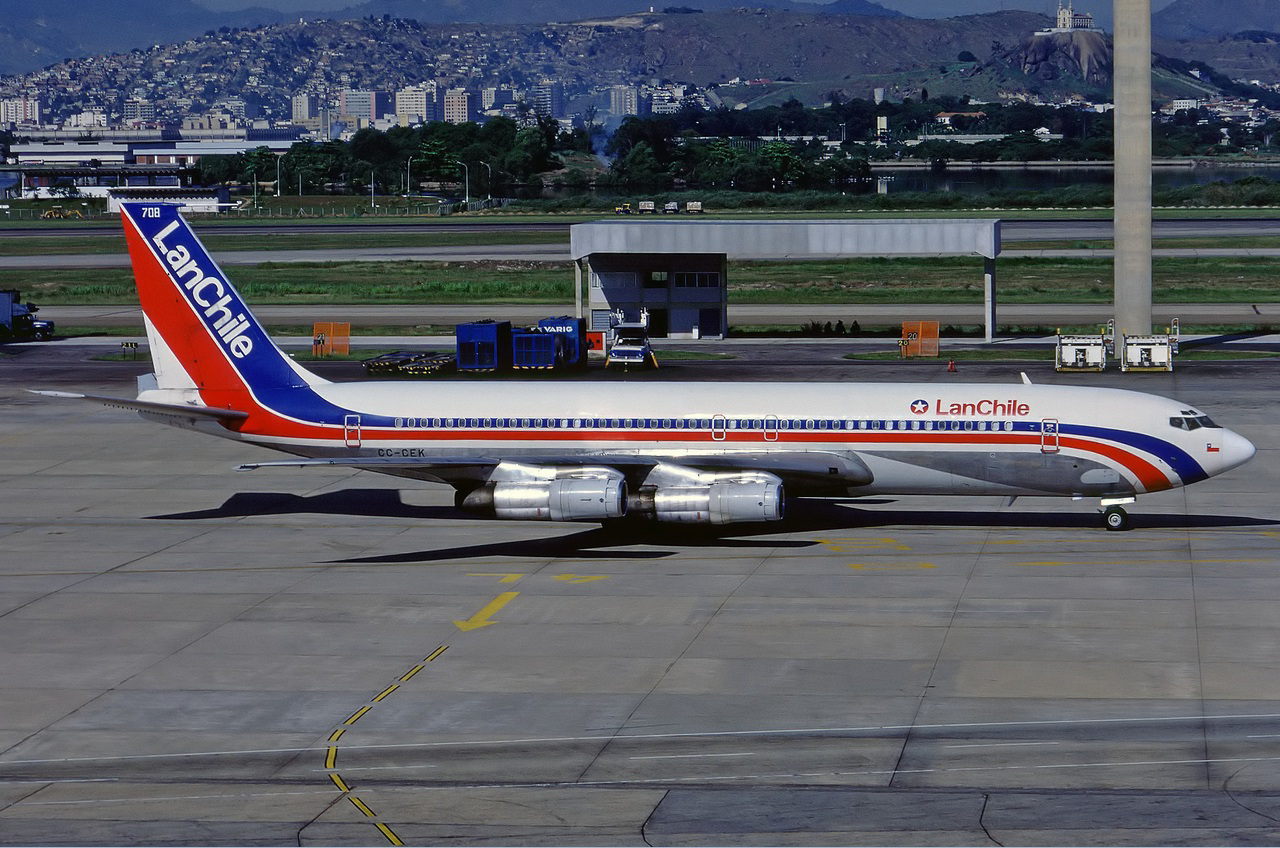
Boeing 707-320
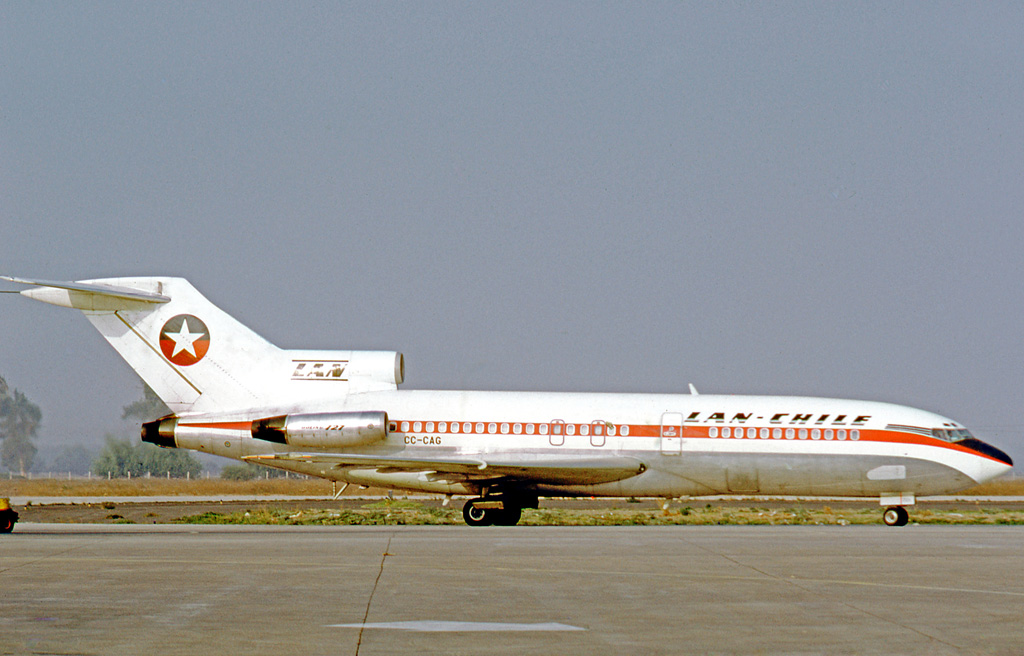
Boeing 727-100
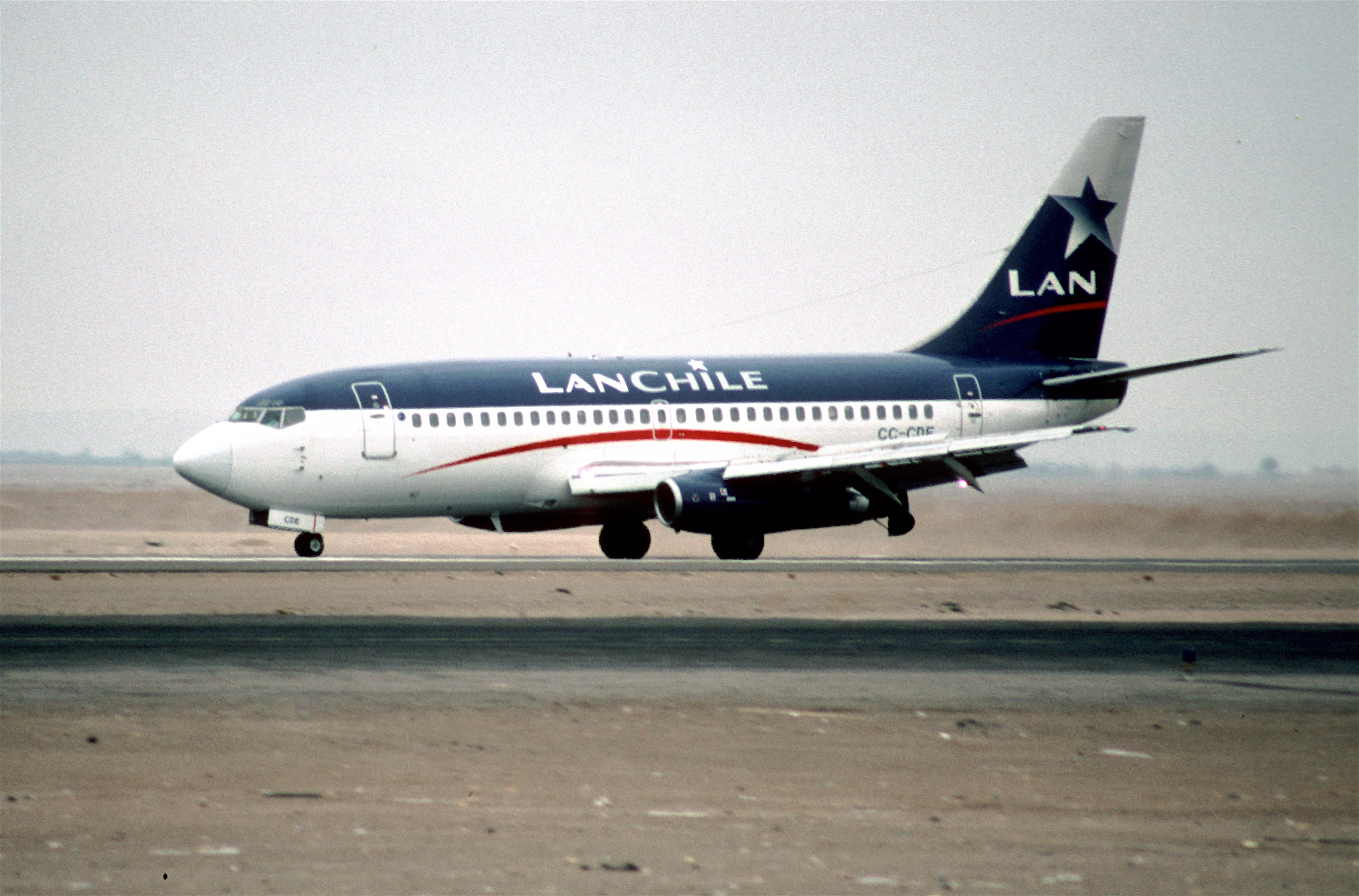
Boeing 737-200
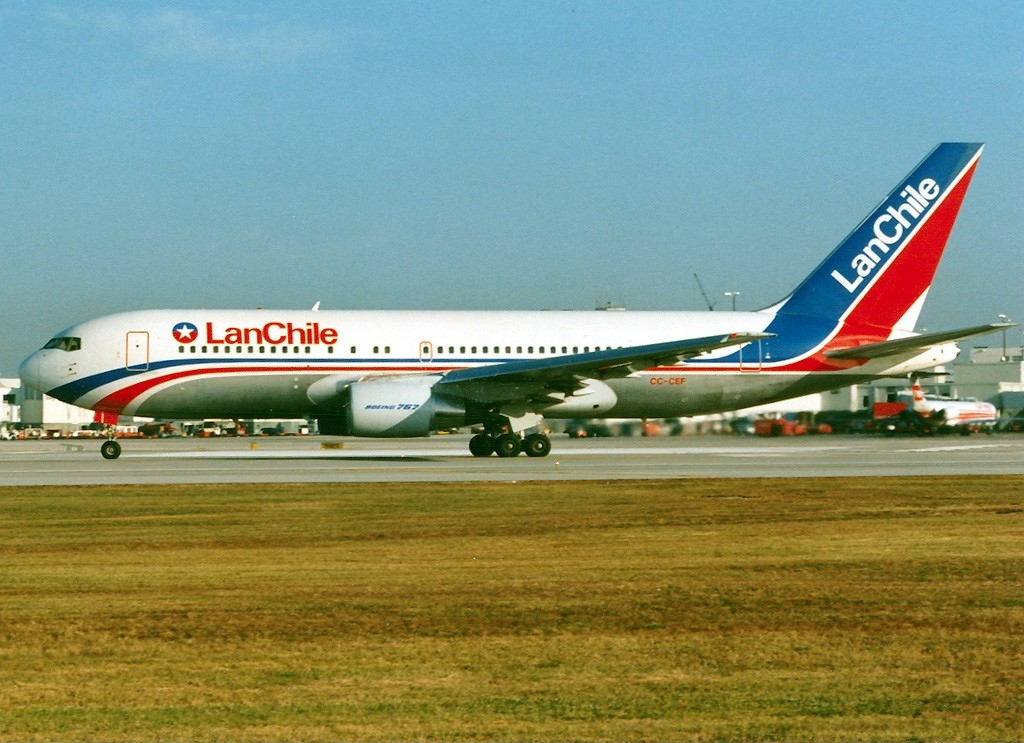
Boeing 767-200ER

## Bestemmingen
LATAM Airlines Chile vliegt naar de volgende bestemmingen (september 2024):
| Land                   | Stad                    | Luchthaven                                                        | Opmerkingen |
| ---------------------- | ----------------------- | ----------------------------------------------------------------- | ----------- |
| Argentinië             | Buenos Aires            | Aeropuerto Internacional Jorge Newbery                            |             |
| Argentinië             | Buenos Aires            | Aeropuerto Internacional Ministro Pistarini                       |             |
| Argentinië             | Córdoba                 | Aeropuerto Internacional Ingeniero Aeronáutico Ambrosio Taravella |             |
| Argentinië             | Mendoza                 | Aeropuerto Internacional Gobernador Francisco Gabrielli           |             |
| Argentinië             | Río Gallegos            | Aeropuerto Internacional Piloto Civil Norberto Fernández          |             |
| Australië              | Melbourne               | Melbourne Airport                                                 |             |
| Australië              | Sydney                  | Kingsford Smith International Airport                             |             |
| Bolivia                | La Paz                  | Aeropuerto Internacional El Alto                                  |             |
| Bolivia                | Santa Cruz de la Sierra | Aeropuerto Internacional Viru Viru                                |             |
| Brazilië               | Belo Horizonte          | Aeroporto Internacional de Belo Horizonte-Confins                 |             |
| Brazilië               | Brasilia                | Aeroporto Internacional de Brasília                               |             |
| Brazilië               | Curitiba                | Aeroporto Internacional de Curitiba                               |             |
| Brazilië               | Florianópolis           | Aeroporto Internacional Hercílio Luz                              |             |
| Brazilië               | Rio de Janeiro          | Aeroporto Internacional do Rio de Janeiro-Galeão                  |             |
| Brazilië               | São Paulo               | Aeroporto Internacional de São Paulo-Guarulhos                    |             |
| Chili                  | Antofagasta             | Aeropuerto Nacional Andrés Sabella Gálvez                         |             |
| Chili                  | Arica                   | Aeropuerto Internacional Chacalluta                               |             |
| Chili                  | Balmaceda               | Aeropuerto Balmaceda                                              |             |
| Chili                  | Calama                  | Aeropuerto El Loa                                                 |             |
| Chili                  | Castro                  | Aeródromo Mocopulli                                               |             |
| Chili                  | Concepción              | Aeropuerto Internacional Carriel Sur                              |             |
| Chili                  | Copiapó                 | Aeropuerto Desierto de Atacama                                    |             |
| Chili                  | Hanga Roa               | Aeropuerto Internacional Mataveri                                 |             |
| Chili                  | Iquique                 | Aeropuerto Internacional Diego Aracena                            |             |
| Chili                  | La Serena               | Aeropuerto La Florida                                             |             |
| Chili                  | Osorno                  | Aeropuerto Cañal Bajo Carlos Hott Siebert                         |             |
| Chili                  | Puerto Montt            | El Tepual                                                         |             |
| Chili                  | Puerto Natales          | Aeropuerto Teniente Julio Gallardo                                |             |
| Chili                  | Punta Arenas            | Aeropuerto Internacional Presidente Carlos Ibáñez del Campo       |             |
| Chili                  | Santiago                | Aeropuerto Internacional Arturo Merino Benítez                    | hub         |
| Chili                  | Temuco                  | Aeropuerto Internacional La Araucanía                             |             |
| Chili                  | Valdivia                | Aeródromo Pichoy                                                  |             |
| Colombia               | Bogotá                  | Aeropuerto Internacional El Dorado                                |             |
| Dominicaanse Republiek | Punta Cana              | Punta Cana International Airport                                  |             |
| Ecuador                | Guayaquil               | Aeropuerto Internacional José Joaquín de Olmedo                   |             |
| Falklandeilanden       | Mount Pleasant          | RAF Mount Pleasant                                                |             |
| Mexico                 | Cancún                  | Internationale luchthaven van Cancún                              |             |
| Mexico                 | Mexico-Stad             | Internationale luchthaven van Mexico-Stad                         |             |
| Nieuw-Zeeland          | Auckland                | Luchthaven van Auckland                                           |             |
| Paraguay               | Asuncion                | Aeropuerto Internacional Silvio Pettirossi                        |             |
| Peru                   | Cusco                   | Aeropuerto Internacional Alejandro Velasco Astete                 |             |
| Peru                   | Lima                    | Aeropuerto Internacional Jorge Chávez                             |             |
| Spanje                 | Madrid                  | Aeropuerto Adolfo Suárez Madrid-Barajas                           |             |
| Uruguay                | Montevideo              | Aeropuerto Internacional de Carrasco                              |             |
| Verenigde Staten       | Los Angeles             | Los Angeles International Airport                                 |             |
| Verenigde Staten       | Miami                   | Internationale Luchthaven Miami                                   |             |
| Verenigde Staten       | New York                | John F. Kennedy International Airport                             |             |
| Verenigde Staten       | Orlando                 | Orlando International Airport                                     |             |

### Codeshare-overeenkomsten
LATAM Airlines Chile onderhoudt codeshare-overeenkomsten met de volgende luchtvaartmaatschappijen:
| Aeroméxico      | [ 27 ] | Malaysia Airlines | [ 28 ] |
| Delta Air Lines | [ 29 ] | Qantas            | [ 30 ] |
| Finnair         | [ 31 ] | Virgin Atlantic   | [ 32 ] |

## Lounges
LATAM Airlines Chile heeft lounges op verschillende luchthavens:
- LATAM VIP Lounge op Aeropuerto Internacional Arturo Merino Benítez in Santiago, Chili.[33]
- LATAM VIP Lounge op Aeroporto Internacional de São Paulo-Guarulhos in São Paulo, Brazilië.[34]
- LATAM VIP Lounge op Aeropuerto Internacional Ministro Pistarini in Buenos Aires, Argentinië.[35]
- LATAM VIP Lounge op Aeropuerto Internacional Jorge Chávez in Lima, Peru. Vanaf januari 2025.[36]
- LATAM VIP Lounge op Aeropuerto Internacional El Dorado in Bogotá, Colombia.[37]
- LATAM VIP Lounge op Internationale Luchthaven Miami in Miami, Verenigde Staten.[38]

De lounges zijn toegankelijk voor bepaalde leden van het frequentflyerprogramma LATAM Pass en passagiers in Premium Business Class, Business Class en Premium Economy.

## Incidenten en ongevallen
- Op 3 april 1961 verongelukte een Douglas DC-3 met 24 personen aan boord, waaronder een aantal spelers van de voetbalclub Green Cross in de Andes.[39] Op 8 februari 2015 zijn resten van dit vliegtuig gevonden, alle inzittenden kwamen om het leven.[40]
- Op 6 februari 1965 crashte een Douglas DC-6 tegen een berg in de buurt van de vulkaan San José. De 87 inzittenden kwamen om het leven en het werd het zwaarste vliegtuigongeval in Chili tot nu toe.[41]
- Op 28 april 1969 stortte een Boeing 727-100 tijdens de nadering in Colina neer. De 60 inzittenden bleven ongedeerd.[42]
- Op 5 december 1969 stortte een Douglas C-47A met registratie CC-CBY neer vlak na take off vanaf El Tepual. De drie bemanningsleden aan boord van de vrachtvlucht overleefden het ongeluk.[43]
- Op 4 augustus 1987 landde een Boeing 737-200 voor de landingsbaan van Aeropuerto El Loa in Calama. Het neuswiel zakte in en het toestel brak in tweeën. Na een half uur brak er brand uit en raakte het toestel total loss.[44] Er viel één dode.
- Op 19 februari 1991 raakte een BAe 146-200 van de startbaan in Puerto Williams.[45] Het toestel kwam in het water terecht en 22 van de 73 personen aan boord kwamen om het leven.
- Op 26 oktober 2022 vertrok een Airbus A320-200 (reg. CC-BAZ) van LATAM Airlines Paraguay, uitgevoerd door LATAM Chile, vanuit Santiago naar Asunción. Vlucht 1325 kreeg te maken met slecht weer en moest uitwijken naar Foz do Iguaçu in Brazilië.[46] Na drie uur te hebben gewacht op de luchthaven met alle passagiers nog aan boord vertrok het toestel wederom naar Asunción.[47] Het toestel kreeg te maken met slecht weer en de neus en motoren van het toestel raakten zwaar beschadigd. Na de noodlanding raakte niemand gewond.[48]
- Op 18 november 2022 raakte LATAM Perú-vlucht 2213 een brandweerwagen tijdens het opstijgen vanaf Aeropuerto Internacional Jorge Chávez.[49] Het rechter landingsgestel van de Airbus A320neo, uitgevoerd door LATAM Chile, zakte in en de motor raakte los waardoor brand ontstond.[50] Aan boord van het toestel raakten 24 mensen gewond, de twee brandweermannen kwamen om het leven.[51]
- Op 11 maart 2024 verloor LATAM Chile-vlucht 800 in een paar seconden zo’n 90 meter hoogte. Dit gebeurde tijdens een vlucht van Sydney naar Auckland. 50 passagiers aan boord van de Boeing 787-9 raakten gewond. Het incident kwam mogelijk door het verzetten van de stoel van de piloot.[52][53]